# Federico Fazio
Federico Julián Fazio (Buenos Aires, 1987. március 17. –) argentin labdarúgó. Jelenleg az AS Roma játékosa. Középhátvédként és védekező középpályásként focizik. Az argentin labdarúgó-válogatott tagja.